# San Marinos flag
San Marinos flag blev anerkendt af Napoleon i 1799, men er blevet brugt som San Marinos flag fra 1797.
Farverne er hentet fra statsvåbenet, der er placeret i midten af statsflaget. Blåt repræsenterer himlen, og hvidt repræsenterer sneen, skyerne og sneen på toppen af Tatiano.
| Flag | Spire Denne artikel om flag eller vexillologi er en spire som bør udbygges. Du er velkommen til at hjælpe Wikipedia ved at udvide den. |